# Maria Antonelli
Maria Elisa Mendes Ticon Antonelli (* 25. Februar 1984 in Resende) ist eine brasilianische Beachvolleyballspielerin.

## Karriere
Mit Nina Vieira belegte Maria Antonelli 2004 den fünften Platz bei den U21-Weltmeisterschaften in Porto Santo.
Ihr erstes Turnier der FIVB World Tour bestritt die Brasilianerin 2006 mit Vanilda Leão in ihrem Heimatland. Im folgenden Jahr erreichten Antonelli und Leão bei vier FIVB-Challenger & Satellite-Veranstaltungen zweimal den ersten Rang, je einmal wurden sie Zweite und Dritte. 2008 kamen die beiden Südamerikanerinnen zum ersten Mal bei der World Tour ins Finale, das sie in Marseille gegen Stephanie Pohl und Okka Rau verloren. In Kristiansand gewannen Maria Antonelli und Vanilda Leão ihre erste Goldmedaille bei der Tour, ihre Endspielgegnerinnen waren Nila Ann Håkedal und Ingrid Tørlen aus dem Gastgeberland.
2009 wurde Talita Antunes die neue Partnerin von Maria Antonelli. Nach einem 13. Platz in Brasília siegten die beiden gleich bei ihrem zweiten gemeinsamen FIVB-Turnier in Shanghai. Im erfolgreichsten Jahr ihrer Karriere gewann Antonelli mit ihrer Partnerin außerdem die Goldmedaillen in Seoul, Gstaad und Kristiansand, erreichte zusätzlich das Finale in Osaka, Den Haag und Barcelona. Bei der Weltmeisterschaft in Stavanger sicherten sich die Brasilianerinnen die Bronzemedaille nach dem Sieg über Shelda Bede und Ana Paula Henkel, Bronze gab es auch bei den Turnieren in Stare Jabłonki und Åland.

### 2010
Im ersten FIVB-Turnier des Jahres in ihrem Heimatland belegten Antonelli und Talita nur den 17. Platz. Bei den folgenden sieben Wettbewerben erreichten die Südamerikanerinnen jedes Mal das Halbfinale. In Shanghai und Rom belegten sie den Bronzerang, nach zwei vierten Plätzen in Seoul und Moskau gelang in Norwegen zum ersten Mal in diesem Jahr der Einzug ins Finale, das gegen die Landsfrauen Larissa und Juliana verloren wurde. Es folgte ein fünfter Platz in Gstaad. Die erste Goldmedaille in 2010 sicherten sich Talita Antunes und Maria Antonelli in Marseille, nachdem sie die österreichischen Schwestern Doris und Stefanie Schwaiger besiegt hatten. Nach einem fünften Rang in Klagenfurt, zwei Bronzemedaillen in Stare Jabłonki und Åland sowie dem 17. Platz in Kristiansand Open gelang den Südamerikanerinnen in Den Haag der zweite Turniersieg des Jahres, im Finale bezwangen sie die Chinesinnen Xue und Zhang Xi. Dies war der erfolgreiche Abschluss der Beachsaison 2010 für Antonelli und Talita, da sie an den beiden FIVB-Turnieren im Herbst nicht mehr teilnahmen.

### 2011

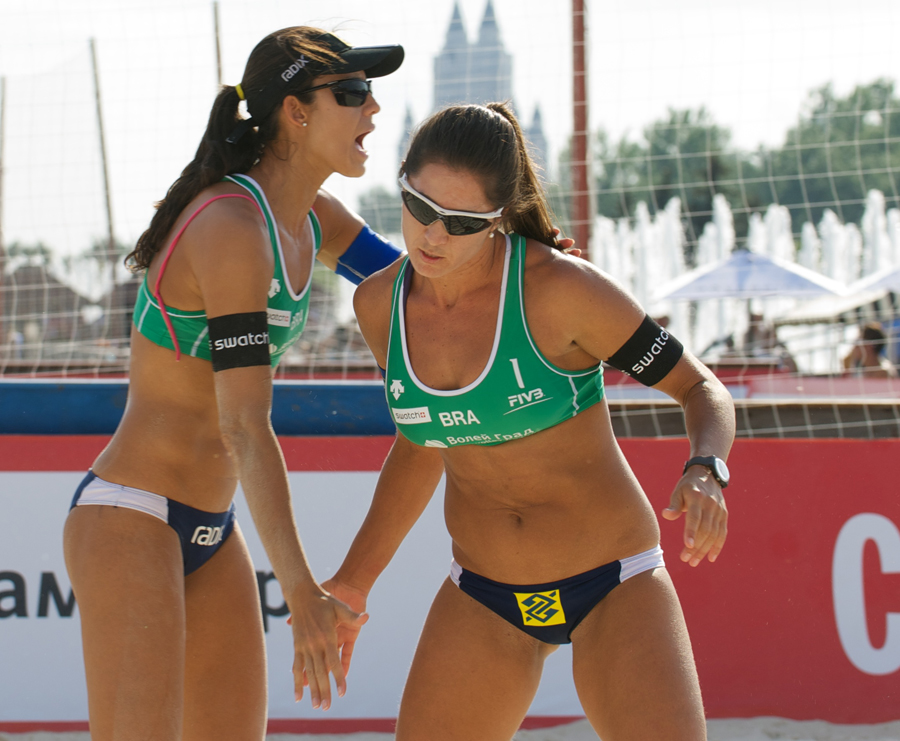
Maria Antonelli (r.) mit Talita Antunes in Moskau, 2011

Nach dem fünften Platz in Brasilia und dem Gewinn der Bronzemedaille bei den Sanya Open belegten Antonelli und Talita weitere fünfte Plätze bei den Turnieren in Shanghai, Myslowice und Peking sowie bei den Welttitelkämpfen in Rom. In Stavanger wurden die beiden Südamerikanerinnen Neunte, dies war ihre schlechteste Platzierung des Jahres. Anschließend erreichten sie das Halbfinale in Gstaad, wurden Fünfte in Moskau und gewannen ihre einzige Goldmedaille in Québec. Bei den folgenden Turnieren belegten die beiden Brasilianerinnen noch vierte Ränge in Klagenfurt und bei den Åland Open und gewannen die Bronzemedaille beim Mazuri Grand Slam sowie in Den Haag.

### 2012
Die ersten drei Turniere des Jahres waren die erfolgreichsten für das südamerikanische Duo. Während die beiden Brasilianerinnen sowohl das Finale in der Hauptstadt ihres Heimatlandes als auch das Endspiel in Shanghai gegen die Chinesinnen Xue/Zhang Xi verloren, gewannen sie die Goldmedaille bei den Sanya Open gegen die aktuellen Weltmeisterinnen. In der gleichen Saison sicherten sich Maria Antonelli und Talita Antunes da Rocha noch den dritten Rang in Klagenfurt. Sie erreichten das Halbfinale in Moskau und wurden Fünfte in Polen. Jeweils neunte Plätze belegten sie in Peking, Rom und Berlin sowie bei den Olympischen Spielen in London. Am Ende der Saison trennten sich Antonelli und Talita.

### 2013
2013 spielte Maria Antonelli an der Seite von Ágatha Bednarczuk. Das neue Duo stand im Finale des Grand Slams in Corrientes und wurde bei drei anderen FIVB-Turnieren jeweils Fünfter. Bei der WM in Stare Jabłonki erreichten sie als Gruppensieger die Hauptrunde, wo sie gegen die Chinesinnen Xue Chen/Zhang Xi ausschieden.

### 2014–2016
2014 und 2015 startete Maria Antonelli an der Seite von Juliana Felisberta da Silva. Juliana/Antonelli hatten national und international fast ausnahmslos Top-Ten-Platzierungen. 2014 wurden sie World Tour Champions. Bei der WM 2015 in den Niederlanden wurden sie Dritte. Antonelli startete 2016 mit Liliane Maestrini. Im März wurde Antonelli bei einer Dopingkontrolle positiv auf Hydrochlorothiazid getestet und daraufhin suspendiert. Zwei Monate später wurde sie wieder freigesprochen.

### 2017–2020
In den ersten Monaten des Jahres 2017 erreichte Maria Antonelli an der Seite von Carolina Horta Máximo bei der National Tour Brasiliens in Niterói das Finale und die Vorschlussrunde beim FIVB 3-Sterne Turnier in Xiamen. Nach dem Partnerwechsel zu Carol gewannen die beiden Brasilianerinnen die Veranstaltung in Den Haag, zuvor waren sie in Moskau Fünfte geworden. Die gleiche Platzierung gelang ihnen bei der Weltmeisterschaft 2017 in Wien. Mehrere vierte und fünfte Plätze bei den Events der World Tour 2018 standen für die beiden Südamerikanerinnen zu Buche. Höhepunkte waren der zweite Rang in Espinho und der vierte Platz beim Tourfinale in Hamburg. Die besten Platzierungen auf der World Tour 2019 gelangen Maria Antonelli/Carol mit dem Erreichen der Endspiele bei den 5-Sterne Turnieren in Gstaad und in Wien. 2020 legte Maria Antonelli eine Babypause ein.

### 2021–2022
Zwei neunte Plätze bei den vier-Sterne-Turnieren in Gstaad mit ihrer ehemaligen Partnerin Talita Antunes und im brasilianischen Itapema 2021 an der Seite von Fernanda Alves, die seitdem mit Maria Antonelli ein Team bildet, sowie dreizehnte Ränge in der nächsten Saison bei den Elite16-Events in Rosarito und Jourmala und ein siebzehnter Platz in Gstaad waren die Ausbeute der südamerikanischen Sportlerin bis zum Juli 2022. Für die WM in Rom qualifizierte sich das neue Beachvolleyballduo nicht. 